# Vernon C. Bain Correctional Center

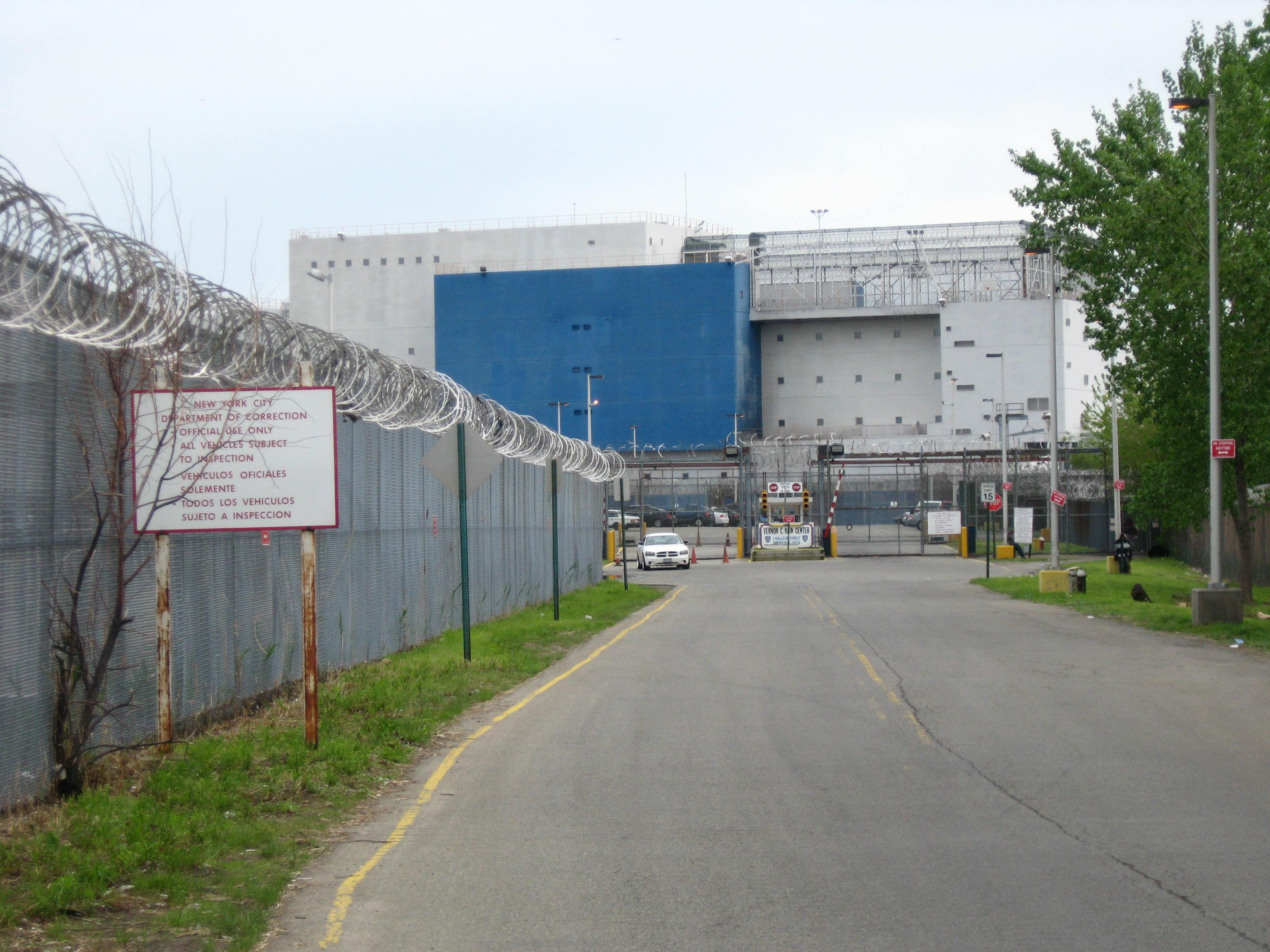
Eingang bei Hunts Point, Bronx

Das Vernon C. Bain Correctional Center war ein Gefängnisschiff vor der Küste der South Bronx bei Hunts Point im East River in New York City.

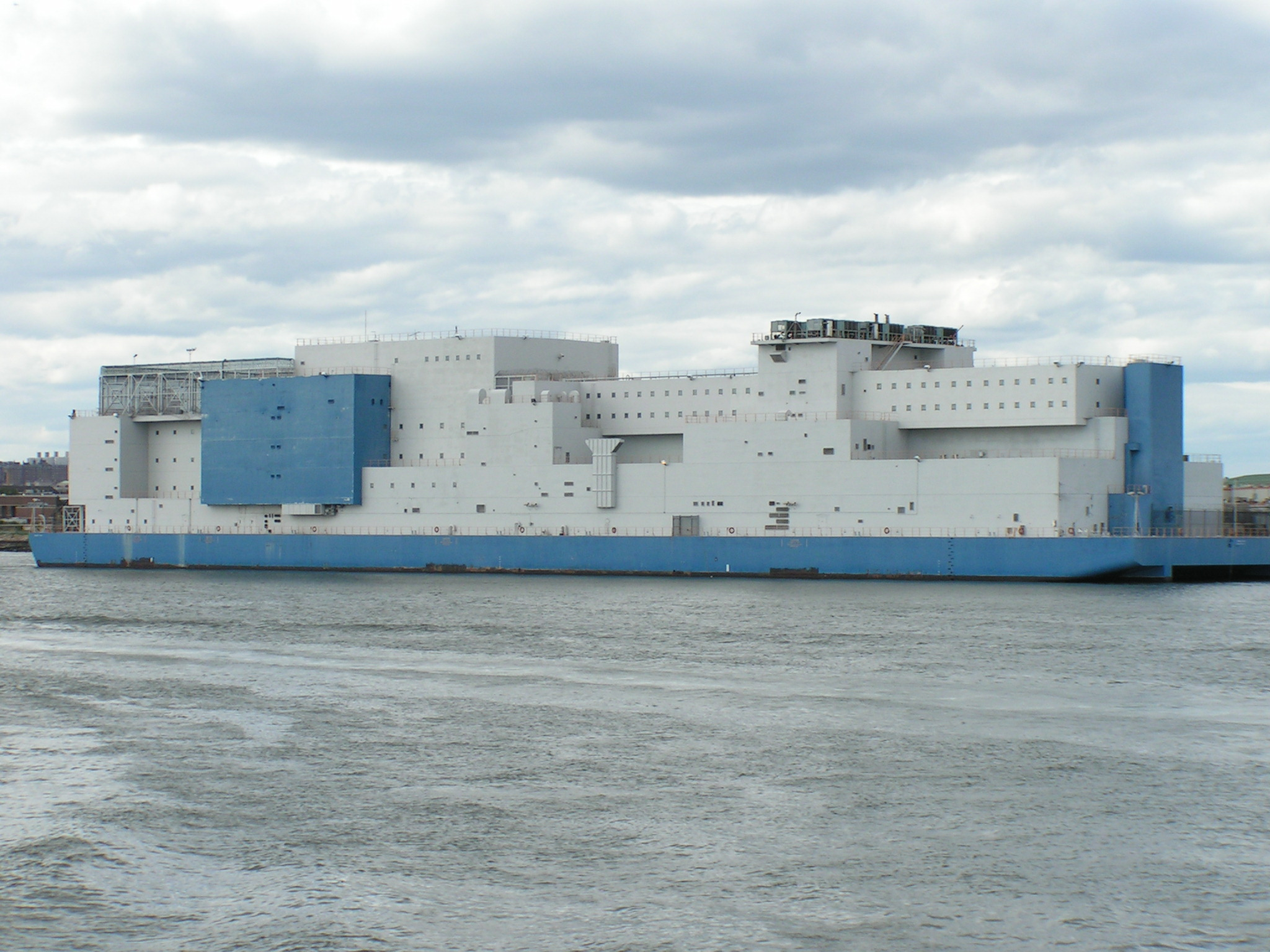
Gefängnisschiff Vernon C Bain Correctional Center, welches vom New York City Department of Correction betrieben wird

Das Schiff ist Bestandteil des Gefängnis-Komplexes Rikers Island, dem größten Gefängniskomplex der Welt, die vom New York City Department of Correction (NYDoC) betrieben wird. Es wurde in New Orleans für 161 Millionen US-Dollar gebaut und 1992 nach New York gebracht. Eine Initiative von David Dinkins wollte für eine kostengünstigere Unterbringung von Häftlingen sorgen. Das Schiff sollte zudem das überfüllte Rikers Island entlasten, es bietet Platz für 800 Gefangene in 16 Schlafsälen und 100 Einzelzellen. Benannt ist es nach Vernon C. Bain, einem Gefängnisdirektor, der bei einem Autounfall ums Leben kam. Das Schiff diente zeitweise auch als New Yorker Jugendgefängnis. Vorhanden sind eine Großküche, eine juristische Bibliothek, Freizeit- und Erholungsräume sowie auf dem obersten Deck ein Basketballplatz. Da das Gefängnisschiff nicht fest mit dem Ufer verbunden ist, verlangten die Bestimmungen der Coast Guard bis 2002 die ständige Anwesenheit einer von drei Schiffsbesatzungen einschließlich eines Offiziers, eines Ingenieurs und eines Maschinisten, was pro Jahr 650.000 $ zusätzliche Kosten verursachte. 
Im November 2023 wurde das Vernon C. Bain Correctional Center geschlossen. Der Verbleib des Schiffes ist noch offen.